# Le lac des morts vivants
Le lac des morts vivants (conosciuto anche come Zombie Lake o Le lac des zombies) è un film del 1981, diretto da Jean Rollin.

## Trama
In un piccolo villaggio francese, ove è presente un lago, si espande un'epidemia che causa la resurrezione di alcuni cadaveri, sommersi nelle profondità delle acque. Costoro non sono altro che uno squadrone nazista, assetati di sangue e di carne umana, tornati in vita per vendicarsi.

## Produzione
Il progetto doveva essere inizialmente affidato al cineasta spagnolo Jess Franco, autore della storia e di parte della sceneggiatura. La produzione, successivamente, incaricò la regia a Jean Rollin, il quale, in una intervista, ha affermato di essersene pentito in seguito.
La maggior parte del cast è composta da attori non professionisti, ad accezione di Howard Vernon, interprete feticcio di Franco.

## Distribuzione
La pellicola è uscita nei cinema francesi il 13 maggio del 1981. Fu, successivamente, distribuita in alcuni paesi europei e perfino negli USA. É conosciuta anche col titolo internazionale Zombie Lake.

## Colonna sonora
La musica, realizzata da Daniel White, è stata ripresentata, nel 2017, in versione limitata, dalla The Omega Productions Records. Le melodie contaminano il genere elettronico con il jazz.

## Accoglienza
È considerata, dalla maggior parte della critica e dal pubblico, un'opera trash. Tale giudizio è stato ribadito dai costi bassi di produzione e dalla ripetitività della trama.

## Influenza culturale
Il film Dead Snow presenta alcune analogie con Le lac des morts vivants. In particolare, la scena della resurrezione degli zombi-nazisti è un omaggio che Tommy Wirkola ha voluto inserire nella sua pellicola, come ha affermato in una intervista del 2009.